# Domenico Induno

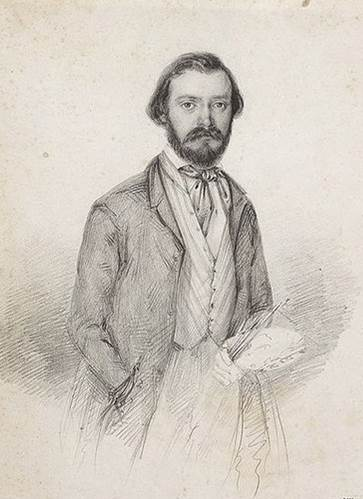
Domenico Induno, självporträtt.

Domenico Induno, född den 14 maj 1815 i Milano, död där den 5 november 1878, var en italiensk målare. Han tillhörde samma släkt som Gerolamo Induno.
Induno var elev vid akademien i sin födelsestad och till Francesco Hayez från Venedig samt studerade även i Rom, men slog sig ned i Milano, där han övade historiemålning och allvarligare genremålning. Han var en av de främsta målsmännen för den åt en moderat realism lutande milanesiska skolan och vann även norr om Alperna erkännande (vid världsutställningen i Paris 1855) för en frisk och livlig uppfattning, trots att hans modellering var hård och figurerna stod siluettartat mot bakgrunden. Av hans arbeten märks Samuel och David (nu i Wien), Smugglare, Soldatens sorg och Flyktingar från en brinnande by.